# Adelasia ed Aleramo
Adelasia ed Aleramo è un'opera in due atti in lingua italiana, composta dal compositore bavarese naturalizzato italiano Giovanni Simone Mayr.
Il libretto è di Luigi Romanelli. La prima rappresentazione ebbe luogo il 26 dicembre 1806 al Teatro alla Scala di Milano, in occasione dell'apertura della stagione di Carnevale, ed ottenne grande successo.

## Interpreti della prima assoluta
Gli interpreti della prima rappresentazione furono:
| Personaggio | Interprete                 |
| ----------- | -------------------------- |
| Ottone      | Giacomo David              |
| Teofania    | Angela Rotondi             |
| Adelasia    | Teresa Belloc-Giorgi       |
| Aleramo     | Marianna Imperatrice Sessi |
| Rambaldo    | Giovanni Battista Binaghi  |
| Roberto     | Gaetano Chizzola           |
| Osmano      | Giuseppe Barbieri          |

## Storia
Altre rappresentazioni in Italia si ebbero al Teatro Regio di Torino nel 1807; al Teatro della Pergola di Firenze, al Teatro Nuovo di Trieste e al Teatro della Società di Udine nel 1808;  al Teatro S. Agostino di Genova nel 1809; al Teatro Filarmonico di Verona e al Teatro San Carlo di Napoli nel 1810; al Teatro del Pavone di Perugia nel 1811; al Teatro Comunale di Reggio Emlia, al Teatro Comunale di Bologna, al Teatro dei Rinnovati di Siena e al Teatro Riccardi di Bergamo nel 1812; al Teatro di Torre Argentina di Roma nel 1814; al Real Teatro Carolino di Palermo nel 1815; al Teatro dei Risoluti di Firenze nel 1817; al Teatro della Società di Rovigo nel 1819; al Teatro dei Rinnovati di Siena nel 1822.
All'estero, l'opera fu rappresentata al Karntnertortheater e al Burgtheater di Vienna nel 1807 e nel 1808; al Kleines Churfurstliches Theater di Dresda nel 1808 e fino al 1816; al Teatro Cuvilliés di Monaco di Baviera nel 1808 (in occasione del matrimonio della principessa Carolina Augusta di Baviera con il principe ereditario Guglielmo I di Württemberg); al Konigliches Opernhaus di Berlino nel 1811; a Francoforte nel 1812; al King's Theatre in the Haymarket di Londra nel 1815.

## Trama
L'azione si rappresenta nella Città d'Alba Pompeja, e suoi contorni.
L'opera è incentrata sull'amore tra Adelasia ed Aleramo, che viene dapprima contrastato dal padre di lei, Ottone, tanto che i due giovani lasciano la Germania e si rifugiano in Italia, nei pressi del paese natale di Aleramo, Vegliasco. Molti anni dopo Ottone giunge in quegli stessi territori per una guerra contro i Saraceni, e può sperare di ricongiungersi con la figlia.
L'opera si conclude con la riappacificazione tra Ottone, Adelasia e Aleramo, nonostante i maneggi dell'infedele Rambaldo, che, nell'intento di impadronirsi del trono di Ottone e di conquistare la stessa Adelasia, cerca di far accusare Aleramo di tradimento, facendogli rischiare la morte.

## Struttura musicale
- Sinfonia

### Atto I
- N. 1 - Introduzione e Cavatina di Aleramo Evviva il colle, il prato - Sposo, e padre... oh cari nomi!
- N. 2 - Cavatina di Adelasia Figli... di mie vicende
- N. 3 - Duetto fra Aleramo ed Adelasia Se quel Dio, che gli astri impera
- N. 4 - Coro e Cavatina di Ottone Usi a versare il sangue - Dell'ardir, che in voi lampeggia (Ottone, Coro)
- N. 5 - Cavatina di Teofania Dove salvarmi... ah! dove
- N. 6 - Cavatina di Rambaldo Ho sugli occhi, ovunque mi aggiri
- N. 7 - Duetto fra Ottone ed Adelasia Non lo sperar, no; invano
- N. 8 - Cavatina di Aleramo Ah germano! a te gli fido
- N. 9 - Finale I Dove mai, dove s'asconde (Rambaldo, Roberto, Ottone, Coro, Adelasia, Teofania, Aleramo)

### Atto II
- N. 10 - Introduzione Non disperar: talora (Coro)
- N. 11 - Duetto fra Aleramo ed Ottone Che al mio bene, al mio tesoro
- N. 12 - Cavatina di Teofania Credei, che avesse a noi
- N. 13 - Aria di Ottone L'innocenza ottenne il vanto (Ottone, Coro, Adelasia, Teofania, Rambaldo)
- N. 14 - Aria di Aleramo O tu, ch'eterna sei
- N. 15 - Terzetto fra Aleramo, Adelasia ed Ottone Se parto, se resto
- N. 16 - Cavatina di Roberto A danni di quel perfido
- N. 17 - Aria di Adelasia Di tua man mi squarcia il seno (Adelasia, Coro, Aleramo, Ottone)
- N. 18 - Finale II Colpi lanciar fatali (Ottone, Adelasia, Aleramo, Teofania, Roberto, Coro)

## Nuove messe in scena
Dopo circa duecento anni dall'ultima rappresentazione, nel 2013 l'opera è stata riproposta a Monaco nel Prinzregententheater, con la direzione musicale di Andreas Spering e la messa in scena di Tilman Knabe. [2]